# خلوية (معسكر)
خلوية بلدية تابعة لدائرة عقاز بولاية معسكر تقع بين بلديتي الهاشم وزهانة يقطنها حوالي 15000 نسمة